# PKP-Baureihe SM42
Die Diesellokomotiven der Baureihe SM42 der Polnischen Staatsbahnen (PKP) wurden vorwiegend für den Rangierdienst gebaut, aber auch im Güterzugzugdienst verwendet. Es wurden insgesamt 1856 Exemplare gebaut. Davon ging die Mehrzahl mit 1156 Exemplaren an die PKP. Die Lokomotivgattung ist die erste in Polen entwickelte leistungsstärkere Diesellokomotive und die zahlenmäßig stärkste Diesellokgattung bei den PKP.
Bei Fablok in Chrzanów entstand bis 1978 eine Variante für die Beförderung von Reisezügen mit einem Dampfheizkessel. Diese Variante wurde in 268 Exemplaren gebaut und als SP42-001–268 bezeichnet. Von diesen Lokomotiven wurden 40 Maschinen im Jahr 2000 in eine Lokomotive mit einer elektrischen Zugheizung umgebaut und daraufhin als SU42-501–540 bezeichnet.
Die Lokomotiven sind noch in großer Stückzahl vorhanden. Im Betriebsdienst werden sie mit dem Spitznamen Kartoffelkäfer bezeichnet. Viele Lokomotiven wurden in zahlreichen Varianten modernisiert.

## Geschichte
Mit dem Ziel, im Rangierdienst auf den Dampfbetrieb vollständig zu verzichten und dafür eine leistungsstärkere Version als die bisher zur Verfügung stehenden SM30 sowie SM40 zu entwickeln, entstand in der Zeit ab 1958 im zentralen Konstruktionsbüro für Schienenfahrzeugtechnik in Poznań eine Maschine für eine Leistung von 800 PS, die danach bei Fablok in Chrzanów bis 1964 als ersten Prototyp gebaut wurde.
Die als SM42-001 bezeichnete Lokomotive absolvierte danach umfangreiche Testeinsätze. Im März 1965 entstanden mit geringen Modifikationen zwei weitere Lokomotiven, die die Bezeichnung SM42-002 und 003 erhielten. Die eigentliche Serienproduktion begann im Jahr 1967. Die Lokomotiven bewährten sich, 1156 Exemplare wurden an die PKP geliefert.
Zudem wurden 37 Lokomotiven für Marokko und 6 Lokomotiven für den Irak produziert. Während ihrer langen Fertigungszeit gab es bei den Lokomotiven relativ wenig Modifikationen.
Das Hauptaufgabengebiet der Lokomotiven bestand vor allem, schwere Güterzüge für die Streckenlokomotiven ST43, ST44, ET21 oder ET22 bereitzustellen. Dabei war ihr Bekanntheitsgrad so groß, dass sie für dieses Aufgabengebiet sogar für diesen Zweck konstruierten Elektrolokomotiven wie der EM10 vorgezogen wurde. Vielfach wurde sie auch für den mittleren Güterzugdienst und auch gelegentlich für den Personenzugdienst verwendet. Dieses Aufgabengebiet konnten sie aber auf Grund der fehlenden Zugheizeinrichtung nur während der warmen Jahreszeit übernehmen.

### PKP SP42
Von der Baureihe wurden bis 1978 268 Lokomotiven mit einer Dampfheizeinrichtung für die Heizung von Personenzügen produziert, das Baumuster war die 1970 gelieferte SP42-001. Die Lokomotiven fanden auf Grund der vielen dampfgeheizten Personenwagen ein breites Einsatzgebiet. Ihr Gesamtgewicht war trotz des Heizkessels um 2,7 t leichter als die SM42, da sie ohne Ballast gebaut wurden und mit den neuen, leichteren Drehgestellen ausgerüstet waren. Die Lokomotiven waren bis in die 2000er Jahre im Einsatz. Im Jahr 2008 fand mit der SP42-007 die letzte Fahrt mit einer SP42 statt. Die Mehrzahl der Lokomotiven wurden wieder in die Reihe SM42 zurückgebaut und erhielt Nummerierungen von bereits ausgemusterten Loks, vierzig Maschinen wurden in eine neue Bauart mit elektrischer Heizung umgebaut.

### PKP SU42
Da die Anzahl von dampfgeheizten Reisezugwagen ständig abnahm, wurden 1999 im Ausbesserungswerk Nowy Sącz vierzig ehemalige Sp42 mit elektrischer Zugheizung versehen. Das Heizungssystem arbeitete mit einem Drehstromgenerator für 3000 V, dieser wurde von einem Hilfsdieselmotor mit einer Leistung von 180 kW angetrieben. Die Lokomotiven erhielten die Bezeichnung SU42 mit den Ordnungsnummern 501–540.

## Konstruktion
Die vierachsige Drehgestell-Lokomotive hat zwei unterschiedliche Vorbauten. Im vorderen langen Vorbau befindet sich die Maschinenanlage, bestehend aus dem Dieselmotor und dem Hauptgenerator, im hinteren kürzeren Vorbau die Batterie und Anlagen zur Fahrzeugsteuerung. Viele Bauteile der Lokomotiven konnten aus anderen Bereichen der Fahrzeugindustrie integriert werden. Um auch über den langen Vorbau eine gute Sicht vom Führerhaus zu haben, wurde dieser relativ schmal gestaltet. Die Lokomotive besitzt zwei Federungsstufen; die Federung der Radsätze zu den Drehgestellen wird mit Blattfedern und Gummielementen realisiert, für die sekundäre Federung zwischen den Drehgestellen und den Lokrahmen wurden Schraubenfedern verwendet.
Als Antriebsmotor wurde der Achtzylinder-Viertakt-Dieselmotor mit Aufladung vom Typ a8C22 verwendet. Dieser Motor besitzt den für einen V-Motor relativ geringen Bankwinkel von 50°, dadurch konnten die schmalen Vorbauten vor dem Führerstand erreicht werden. Der Motor gibt seine Kraft an den Hauptgenerator ab, der als Gleichstrommaschine ausgebildet ist. Von dort werden über die Fahrzeugsteuerung die elektrischen Fahrmotoren angetrieben. Die Lokomotive ist mit Vielfachsteuerung ausgerüstet; zwei Lokomotiven können von einem Führerstand aus gesteuert werden. Zur Fahrzeugüberwachung ist eine Sicherheitsfahrschaltung vorhanden.

## Modernisierungen
Seit 1996 gab es Modernisierungen, die einerseits die Arbeitsbedingungen des Lokführers durch einen flacheren und schmaleren Vorbau, andererseits durch die Verwendung eines neuen Dieselmotors mit geringerem Schadstoffausstoß und Verwendung der Drehstromtechnik bei der Leistungsübertragung gekennzeichnet war. Durch die Umbauvarianten wurde das Erscheinungsbild der Lokomotiven komplett verändert. Es werden nur die wichtigsten Umbauvarianten aufgeführt.

### Umbauvariante 6Dg

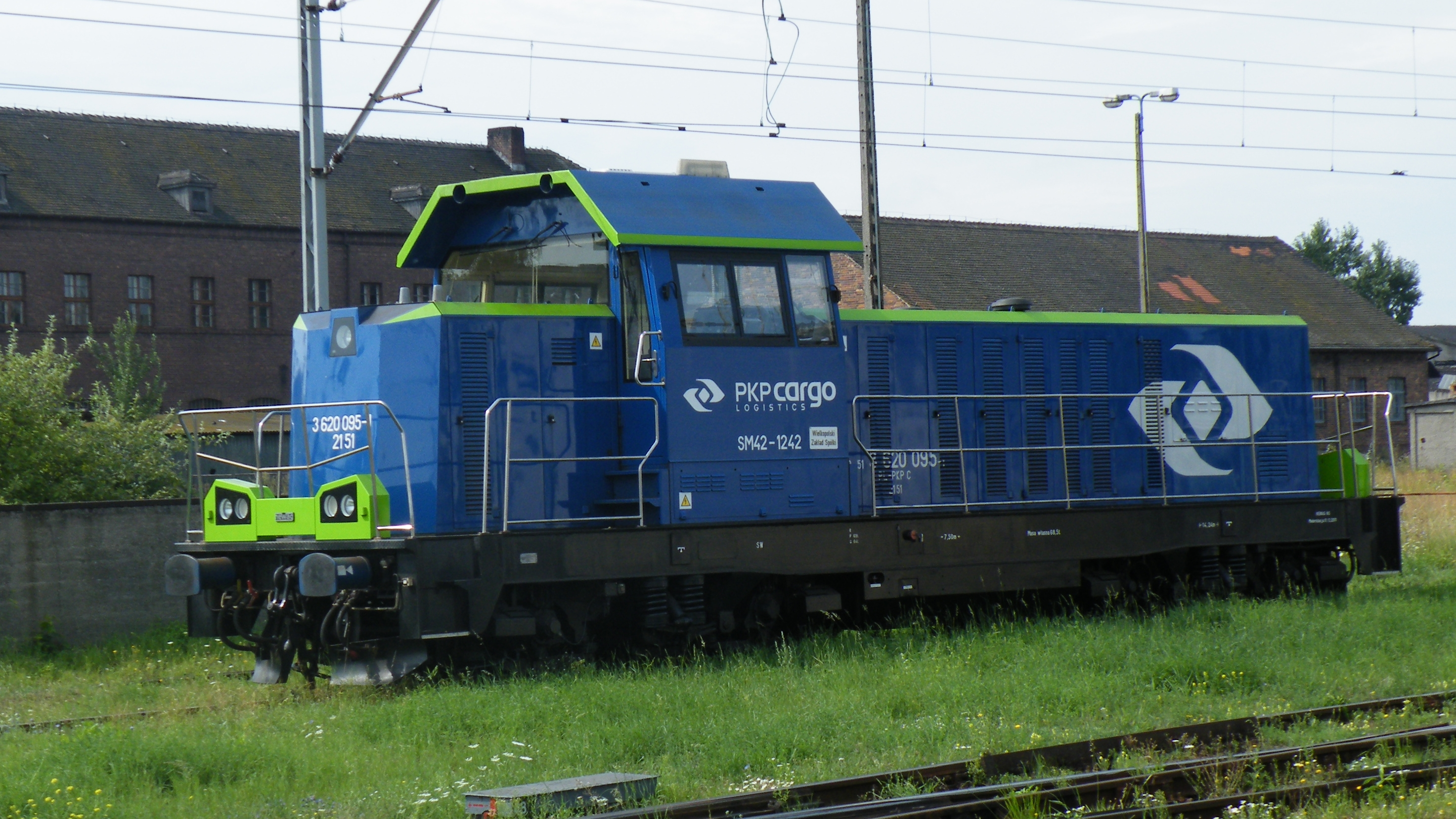
SM42-1242 (6Dg) von Newag

Die zahlenmäßig stärkste Umbauvariante wurde von Newag ab 2007 vorgestellt. Das Erscheinungsbild der Lok wirkt kantiger. Der Lokführer kann den Führerstand ausschließlich vom Umlauf aus betreten. Der Führerstand ist mit einer Mikroprozessorsteuerung der neuesten Generation ausgerüstet. Es wurden etwa 200 Maschinen umgebaut, wobei PKP Cargo mit über 120 Exemplaren die Mehrzahl besitzt.

### Umbauvariante 6Dk

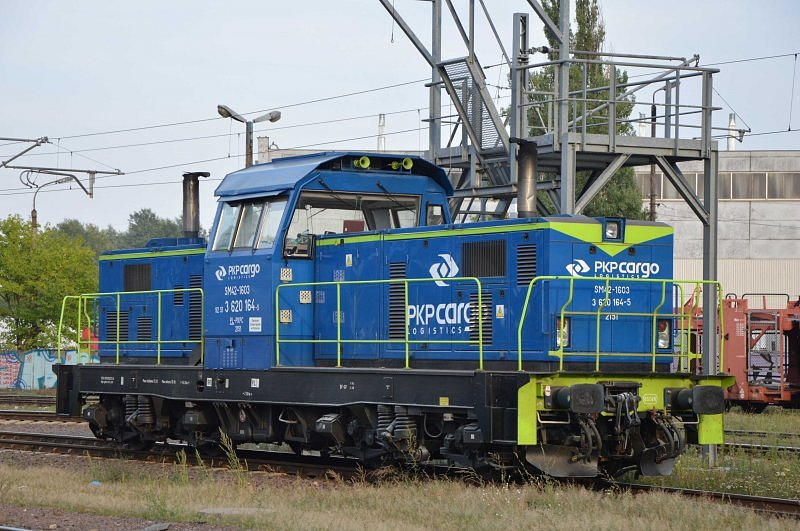
SM42-1603 (6Dk) von PESA

PESA in Bydgoszcz fertigt seit 2009 eine Umbauvariante, wobei von den Spendermaschinen wurden lediglich Rahmen, Drehgestelle und Fahrmotoren übernommen wurden. Diese Maschine besitzt ein kantiges Äußeres mit geänderten Scheinwerfern. Die Umbauten wurden mit zwei Sechszylinder-Viertakt-Dieselmotoren mit je 550 PS ausgerüstet, sie sind mit je einem Drehstromgenerator verbunden und können je nach Belastungssituation wahlweise zu- oder abgeschaltet werden. Die Lokomotiven haben durch die zwei Motoren einen eher symmetrischen Aufbau. Die Stückzahl der gefertigten Lokomotiven wird mit 6 Fahrzeugen angegeben.

### Umbauvariante 6Dh

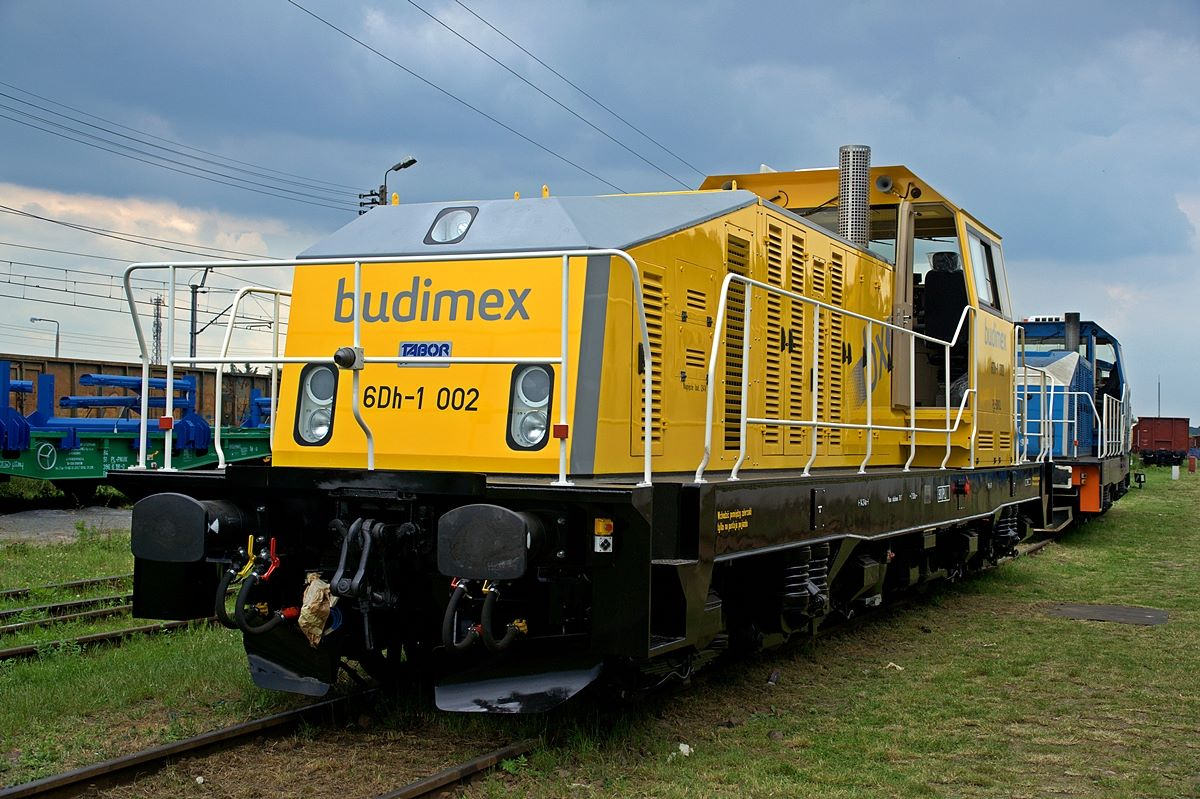
Lokomotive 6Dh-1 002 (6Dh) von Tabor Debica

Seit 2008 besitzt Tabor Dębica eine Zulassungsurkunde für den Umbau von Lokomotiven der Baureihe SM42. Äußerlich fallen sie durch die Scheinwerferform und die abgeflachten Vorbauten auf. Technische sind sie wie die Variante 6Dg von Newag mit einem Dieselmotor von Caterpillar ausgestattet. Durch geneigte Dächer des Vorbaus sollen die Sichtverhältnisse verbessert werden, außerdem wurden im Führerhaus Panoramafenster verwendet. Es sind bis jetzt (2022) zwei gefertigte Maschinen mit den Bezeichnungen 6Dh-1 001 sowie 6Dh-1 002 bekannt.

### Umbauvariante 18D

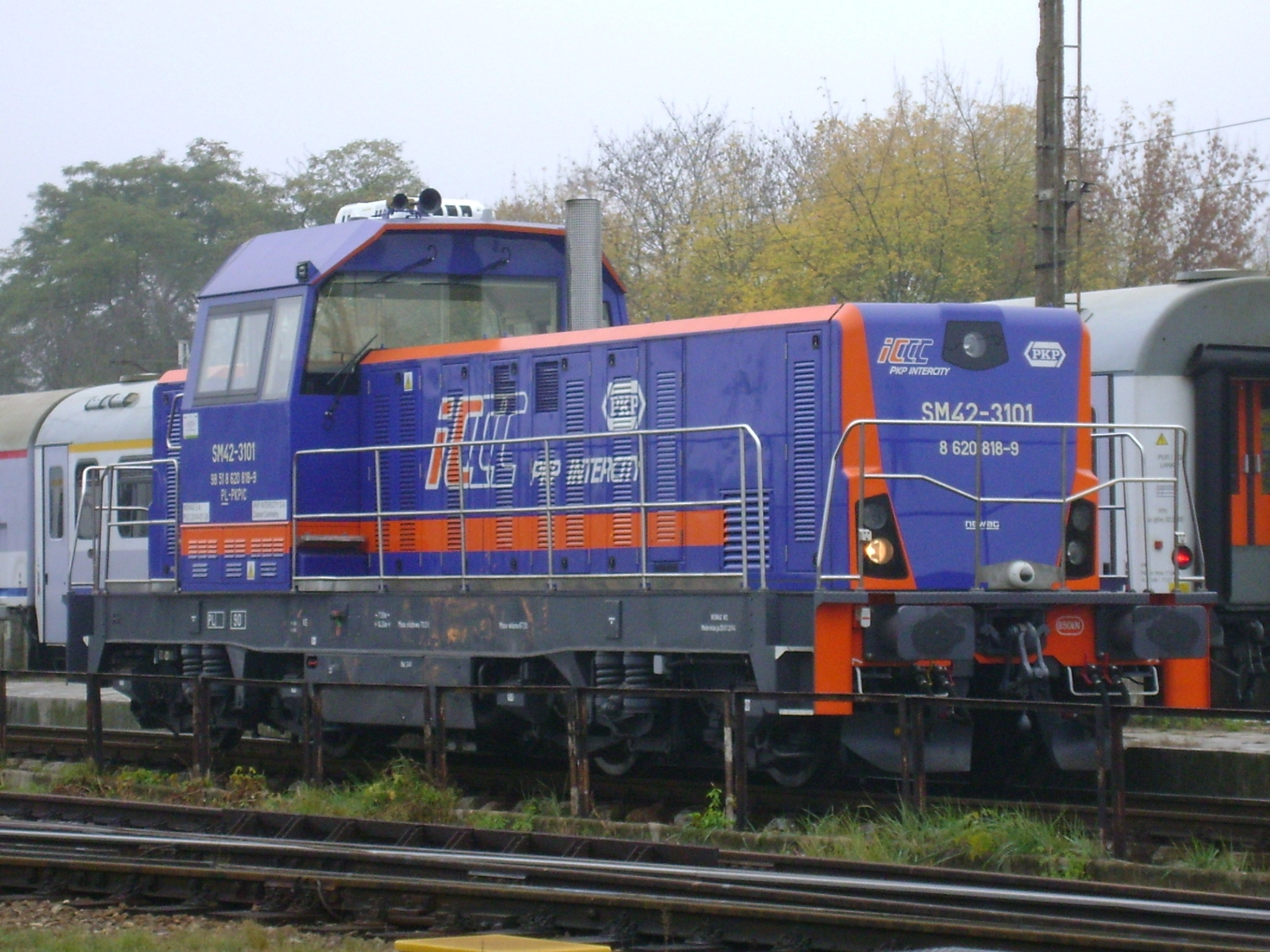
Lokomotive 18D als SM42-3101 von Newag

Nachdem PKP Intercity bereits 2013 zehn Lokomotiven des zweimotorigen Typs 6DL mit den Bezeichnungen SM42-1001–1010 bestellt hatte, wurden auch zehn Fahrzeuge mit einem Motor und einem Batterieantriebssystem geordert. Der Dieselmotor besitzt eine Leistung von 563 kW, die Zugkraft der Lok beträgt 173 kN. Im Jahr 2014 fanden auf der Teststrecke des Eisenbahninstitutes in Weglewo ausgiebige Probefahrten statt. Bis Ende November 2014 wurden sämtliche Lokomotiven, die die Bezeichnung SM42-3001–3005 sowie SM42-3101–3105 erhielten, ausgeliefert.